# Palpada ruficeps
Palpada ruficeps är en tvåvingeart som först beskrevs av Macquart 1842.  Palpada ruficeps ingår i släktet Palpada och familjen blomflugor. Inga underarter finns listade i Catalogue of Life.